# Phoberomys pattersoni
Phoberomys pattersoni è una specie del genere Phoberomys, un roditore estinto vissuto nell'antico delta del fiume Orinoco, circa 8 milioni di anni fa. Questo roditore è la più grande specie del suo genere nonché, fino alla scoperta di Josephoartigasia monesi, il più grande roditore conosciuto. Come molti altri roditori, Phoberomys era un erbivoro con premolari e molari dalla corona alta.

## Descrizione
Uno scheletro quasi completo di P. pattersoni è stato scoperto nella Formazione Urumaco a Urumaco, Venezuela, nel 2000. La nuova specie è stata successivamente classificata con il nome Phoberomys pattersoni in onore del paleontologo Brian Patterson. Dal fossile, i ricercatori sono stati in grado di ricostruirne le dimensioni e il probabile stile di vita dell'animale. L'esemplare era lungo 3 metri (9,8 piedi), con una coda di 1,5 metri (4,9 piedi), per un peso stimato tra i 250 e i 700 kg (550 e 1.540 libbre), rendendolo per alcuni anni il più grande roditore conosciuto di cui si potessero stimare le dimensioni ed il peso. Il suo congenere Phoberomys insolita era pure un po' più grande, ma questa specie non è nota da resti ragionevolmente completi, quindi le sue dimensioni non possono essere stimate con maggiore precisione.
All'inizio del 2008 è stata annunciata la scoperta di Josephoartigasia monesi, un roditore ancora più grande e pesante.